# Sinosuthora przewalskii
A Sinosuthora przewalskii a verébalakúak (Passeriformes) rendjébe, ezen belül az óvilági poszátafélék (Sylviidae) családjába tartozó, 13-15 centiméter hosszú madárfaj. Közép-Kína mérsékelt övi, hegyi erdőiben él. Sebezhető, mivel élettere csökken. Többnyire rovarevő.

## Fordítás
- Ez a szócikk részben vagy egészben  a   Przevalski's parrotbill című angol Wikipédia-szócikk fordításán alapul.  Az eredeti cikk szerkesztőit annak laptörténete sorolja fel. Ez a jelzés csupán a megfogalmazás eredetét és a szerzői jogokat jelzi, nem szolgál a cikkben szereplő információk forrásmegjelöléseként.